# 殺しのドレス (Ides)
『殺しのドレス』（ころしのドレス）は、フェアリーテール（アイデス）作の、18禁ミステリアドベンチャーゲームのシリーズである。同時期発表の『リップスティックアドベンチャー』とは、テーマの選択の点で関連がある。
全作とも主人公が探偵または刑事であり、事件解決を目的としている。

## シリーズ
『殺しのドレス1』
1987年作 - PC98等、主人公は推理小説が好きなフリーター（とりあえずの仕事は原稿をバイクで運ぶ、プレスライダー）である。エンディングはHAPPY ENDとANHAPPY ENDの2種類がある。最終盤で犯人がこちらに害意を向けてくるため、充分に注意しなければならない。
『殺しのドレス2』
1989年作 - PC98等、主人公は私立探偵である。いきなりのベッドシーンから物語がスタートする。エンディングは序盤で依頼を断った場合のものを除くと、真犯人が明かされるエンディングと主人公が選択を誤ったことによる死亡エンドがある。
『殺しのドレス3』
1993年作 - PC98等、主人公は刑事である。ヒロイン格の人物は2名いて、エンディングは2通りある。犯人の視点で語られる場面もあるが、これが最終盤の主人公が犯人を銃撃するシーンで選択を誤らせるトリックの要素となっている。

## 登場人物
『殺しのドレス1』
あきら
主人公。
ゆう
主人公の恋人。
さとる
主人公の友人で、かおりの死を主人公に知らせた人物。
まこと
主人公のもう一人の友人。
かおり
まことの婚約者。
公衆トイレで全裸で死亡しているところを発見された。
ひろみ
まことの部下で、かおりの友人。
『殺しのドレス2』
北条五郎
主人公。私立探偵。
立花京子
主人公の恋人。
上原
主人公の親友。冒頭にある依頼を持ちかけてくる。
北上恵美
最初の依頼者。事件のきっかけとなる。
広岡刑事
腕利きの刑事。
安田警部
広岡の上司。温厚な性格
北上社長
新日本航空の社長。
『殺しのドレス3』
主人公
敏哉の死の謎に迫る刑事。
神崎敏哉
殺人事件の被害者。
槇村千尋
敏哉の恋人で、同居相手。
田沢綾子
千尋の友人。
白石和夫
敏哉の友人で綾子の恋人。
藤島冴子
主人公の恋人。
刑事課長
主人公の上司であり理解者でもあるスキンヘッドの男性。
本多刑事
主人公の同僚。被害者の男性を誘惑して一緒になったところで殺害するという「彼女」事件について追っているため、主人公の追っている事件を共に追うことができなくなった。

## 他作品での扱い
1991年6月に発売されたダイジェスト集『フェアリーテール海賊版』には、『殺しのドレス2』のダイジェスト版が収録されているほか、同の登場人物である北上社長が「アダルトゲーム研究の大家・千駄ヶ谷政夫」という設定で全体の進行役を務めている。同ダイジェスト集の収録作の多くが原作とは異なるアレンジが施されているのに対し、『殺しのドレス2』のみアレンジが抑えられており、『美少女ゲーム最前線パート5』のレビュー記事では、シリアスな内容だったため、悪乗りができなかったのではないかと推測している。

### 雑誌記事
- 『美少女ゲーム最前線 パート5』辰巳出版、1991年11月1日。
  - 「よくわかる美少女ゲーム 傾向と対策編 フェアリーテール海賊版」、48頁。